# Mtunguru (Newala)
Mtunguru ist ein Verwaltungsbezirk (englisch Ward) des Distrikts Newala in der tansanischen Region Mtwara.

## Geografie
Mtunguru liegt im Südosten von Tansania etwa 100 Kilometer Luftlinie südwestlich der Regionshauptstadt Mtwara und 25 Kilometer nordöstlich der Distrikthauptstadt Newala. Der Bezirk grenzt im Norden an Mtopwa, im Nordosten an Mnyeu und Mdumbwe, im Osten an Mdimbamnyoma, im Südosten an Chingungwe, im Süden an Makukwe und Mkwedu und im Westen an Mdimba Mpelempele und Mchemo. Bei der Volkszählung 2022 lebten 7184 Menschen in 2191 Haushalten auf einer Fläche von 59 Quadratkilometern.

## Gliederung
Der Bezirk besteht aus vier Gemeinden (Mtaa) mit 13 Orten (Kitongoji):
| Mtunguru - Namatili - Mapambano - Madina - Kazamoyo | Ngongo - Kilimani - Bondeni | Mango - Henganelo - Mbebede | Mkwaya - Makote - Miembeni - Namtika - Usalama - Mjimwema |

## Infrastruktur
- Bildung: Im Bezirk gibt es keine weiterführende Schule.[8] Im Jahr 2024 wurden die finanziellen Mittel für einen Neubau einer Schule mit acht Klassenzimmern, einem Verwaltungsgebäude, drei naturwissenschaftlichen Labors und einem Bibliotheksgebäude bereitgestellt. Der Schwerpunkt der Schule wird Informations- und Kommunikationstechnologie sein.[9]
- Gesundheit: In den Gemeinden Mtunguru und Ngongo liegt je eine öffentliche Apotheke.[10][11]